# Wildt (cráter)
Wildt es un pequeño cráter de impacto que se encuentra cerca del terminador oriental de la Luna. Su nombre se debe al astrónomo germano-americano Rupert Wildt. El cráter con nombre más cercano es Condorcet, situado al oeste-noroeste. Wildt fue previamente designado Condorcet K antes de ser nombrado por la UAI.
|  |

El cráter es circular y en forma de cuenco, con una pequeña plataforma en el punto medio, rodeada por las paredes interiores inclinadas. No ha recibido un desgaste significativo debido a impactos posteriores.
|  |  |